# 21075 Гойсінгер
21075 Гойсінгер (21075 Heussinger) — астероїд головного поясу, відкритий 12 вересня 1991 року.
Тіссеранів параметр щодо Юпітера — 3,490.